# شهرک صنعتی شماره ۱ اراک (قطب)
شهرک صنعتی شماره ۱ اراک که به دلیل مجاورت با قطب صنعتی به شهرک قطب نیز معروف می‌باشد در شهرستان اراک و به فاصله حدوداً ۵ کیلومتری جنوب‌شرق شهر اراک و در جنوب شرکت آلومینیوم ایران (ایرالکو) واقع گردیده‌است. مساحت این شهرک معادل ۴۸٫۶ هکتار و سطح کاربری اراضی صنعتی آن تقریباً ۲۸٫۷ هکتار می‌باشد که ۱۶۰ واحد صنعتی در آن مستقر هستند. این شهرک در فاصله تقریبی ۷ کیلومتری مسیر راه‌آهن سراسری و در کنار جاده اصلی اراک به تهران و جاده خمین قرار دارد. همچنین فاصله این شهرک تا گمرک اراک ۱ کیلومتر و تا فرودگاه اراک ۱۰ کیلومتر می‌باشد.